# WCW世界女子ヘビー級王座
WCW世界女子ヘビー級王座は、WCWが管理、認定していた王座。

## 歴史
1996年12月29日、WCWナッシュビル大会で行われた初代王座決定トーナメントに優勝した北斗晶が初代王者になった。

## 歴代王者
| 歴代 | 選手   | 獲得日付       | 獲得場所 （対戦相手・その他）     |
| ---- | ------ | -------------- | --------------------------------- |
| 初代 | 北斗晶 | 1996年12月29日 | テネシー州ナッシュビル メデューサ |